# 雷希贝格
雷希贝格是奥地利上奥地利州佩尔格县的一个市镇。总面积13.8平方公里，总人口915人，人口密度66.3人/平方公里（2005年）。